# Nasta Rojc
Jerka Hermina Ljubica Rojc (Bjelovar, 6 de noviembre de 1883 - 6 de noviembre de 1964), conocida como Nasta Rojc, fue una pintora croata, y una de las primeras artistas en recibir formación académica de Croacia. Fue la primera mujer en realizar una exposición individual en el Salón Ullrich. Se la considera una de las pintoras croatas más importantes de principios del siglo XX.
Participó en numerosas exposiciones en las capitales de Europa del Este hasta el comienzo de la Primera Guerra Mundial. Durante la guerra aceptó encargos de retratos y trabajó en una autobiografía. Casi al mismo tiempo, Rojc conoció a un grupo de lesbianas que habían trabajado para los Hospitales de Mujeres Escocesas para el Servicio Exterior durante la guerra en Serbia y Sarajevo. Después de la guerra, el personal del hospital fundó un orfanato en Bajina Bašta. Una de ellas fue una noble británica, Alexandrina Onslow, que se convirtió en pareja de Rojc. A partir de 1923 vivieron abiertamente como pareja en una casa diseñada por Rojc y que compartieron con el marido de esta hasta su muerte en 1939. Entre 1924 y 1926, Rojc y Onslow vivieron en Escocia e Inglaterra, donde Rojc realizó una exitosa exposición en la Gieves Art Gallery de Londres.
Al regresar a finales de 1926 a Zagreb, su obra fue ridiculizada por los críticos. Hasta 1929 expuso en el Women's International Art Club de Londres y se inspiró para fundar el Klub likovnih umjetnica (Club de Mujeres Artistas) con Lina Virant Crnčić para promover las obras de mujeres artistas. Entre 1928 y 1940, el grupo realizó once exposiciones, en las que presentó obras propias. Cuando estalló la Segunda Guerra Mundial, la pareja se unió al movimiento de resistencia. En 1943 fueron denunciadas ante la Ustacha, arrestadas, enviadas a prisión durante varios meses y no pudieron recuperar sus propiedades hasta terminar la guerra. Rojc murió en 1964, catorce años después de Onslow, con quien fue enterrada.
Rojc y su obra quedaron en gran parte olvidadas hasta la desintegración de Yugoslavia. Casi inmediatamente después de la independencia croata, se presentó una retrospectiva de su obra y los académicos comenzaron a evaluar las dos autobiografías de Rojc, su correspondencia dentro de su red lésbica internacional y su archivo fotográfico. Es poco habitual que la historia queer en la región haya tenido documentación tangible y los registros que ella dejó se consideran significativos tanto para la historia lésbica británica como para la yugoslava. Sus pinturas se conservan en colecciones públicas y privadas, incluida la Galería Moderna de Zagreb, el Museo de la Ciudad de Bjelovar, la Colección Josip Kovačić propiedad de la ciudad de Zagreb, así como el Teatro nacional de Croacia.

## Trayectoria
Jerka Hermina Ljubica Rojc, conocida como Nasta, nació el 6 de noviembre de 1883 en Bjelovar, en el Reino de Croacia-Eslavonia del Imperio autrohúngaro y era hija de Slava (de soltera Blažić) y Milan Rojc. Formaba parte de una familia acomodada. Su padre fue un destacado abogado, político y figura cultural que contribuyó al establecimiento de la educación secundaria en Croacia.
Rojc asistió a la escuela primaria en su ciudad natal. Era una niña enfermiza y no disfrutaba de la escuela ni de jugar con otros niños, pero era una ávida amazona y cazadora. Después de que se declarase atea, su padre la envió al Sacré Coeur (Sagrado Corazón), escuela del monasterio de las Ursulinas en Graz. Rojc describió ese período como "un tormento". Experimentó rechazo y poco afecto por parte de su familia, se deprimió y a los quince años fue enviada a la ciudad costera de Kraljevica para recuperarse. Allí conoció al pintor Branko Šenoa y su amistad estimuló su interés por la pintura.
Su padre le permitió regresar a Bjelovar, donde asistió al Realgymnasium de Bjelovar durante dos años, y comenzó a estudiar pintura con Josip Honhjec. En 1901, recibió lecciones de pintura con Oton Iveković en su escuela privada en Zagreb. Al año siguiente, Rojc se mudó a Viena y se matriculó en la Kunstschule für Frauen und Mädchen (Escuela de Arte para Mujeres y Niñas). También comenzó a tomar cursos en la escuela de fotografía ubicada en Köllnerhofgasse. Hasta 1904 estudió naturalezas muertas y paisajes al aire libre con Tina Blau, Ludwig Michalek y Hans Tichy.
Según Rojc, su padre no estaba a favor de su deseo de convertirse en pintora, por lo que sus estudios se veían interrumpidos con frecuencia. Por ello, aceptó aprender a cocinar a condición de que su padre pagara sus cursos de arte. Mientras estaba en Viena, su padre fue nombrado para un puesto gubernamental, por lo que en 1906 la familia se trasladó a Zagreb. La mudanza fue traumática para Rojc, ya que se vio obligada a dejar atrás sus caballos. En 1907 se matriculó en la München Frauen-Akademie (Academia de Mujeres de Múnich), donde estudió con Adolf Höfer, Angelo Jank y Heinrich Knirr. Al mismo tiempo, recibió clases en la escuela privada dirigida por Moritz Heymann, donde conoció a Miroslav Kraljević, entre otros pintores que formaban parte del conocido como Círculo de Múnich. Quiso ir a París, pero la enfermedad se lo impidió. En 1908 regresó a la Escuela de Arte de Viena para Mujeres y comenzó a estudiar escultura, grabado en cobre y talla con Ludwig Michalek y Otto König. Para poder continuar con su carrera como pintora, Rojc aceptó casarse con Šenoa en 1910, con la condición de que su padre le proporcionara gastos de vida adecuados y un estudio. El matrimonio fue sólo de nombre, ya que Rojc era lesbiana y tenía relaciones con la artista Dora Car y la soprano Milka Ternina. También estudió anatomía, perspectiva, retrato y composición, antes de completar sus estudios en 1911 y regresar a Zagreb.

### Inicios de su carrera

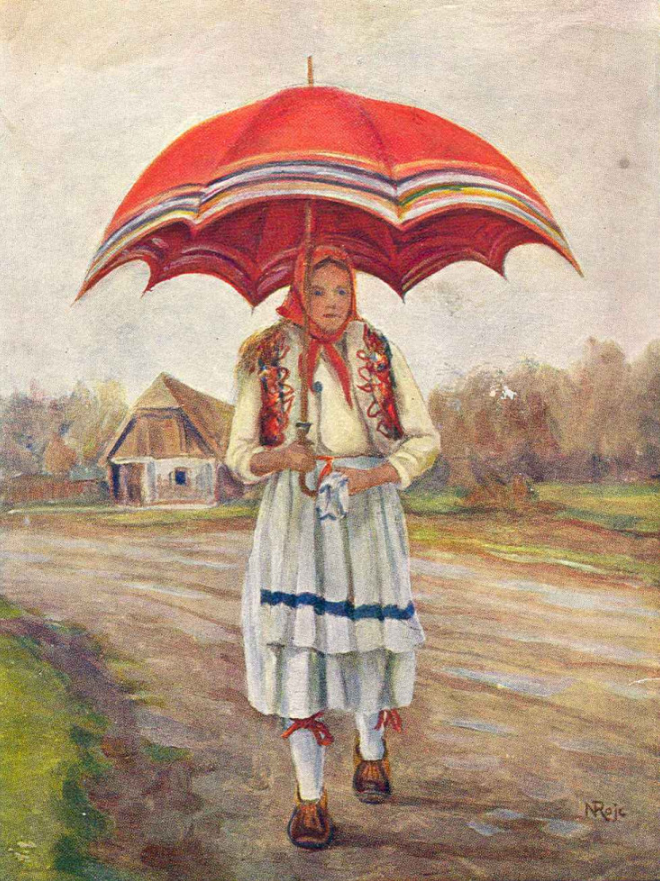
Dobar zaklon (Buen refugio), de Rojc

Rojc expuso por primera vez en 1909, inscribiendo obras en la edición anual de la Sociedad de Arte Croata en Zagreb, volviendo a hacerlo en las ediciones de 1911 y 1913. En 1911, se convirtió en la primera mujer con una exposición individual en el Salón Ullrich. En 1912 participó en la Exposición de Primavera Yugoslava en Belgrado y en el Salón de Arte de Viena. En 1913, Rojc ilustró la primera edición de la novela infantil Čudnovate zgode šegrta Hlapića (Las valientes aventuras de Lapitch) de Ivana Brlić-Mažuranić. Ese año volvió a participar en el Salón de Viena y en 1914 organizó allí una exposición centrada en las artesanías bordadas de mujeres de Petrinja y Zagreb, sus propias esculturas y las de su colega escultora Mila Wod.
Su objetivo a largo plazo era crear una serie de exposiciones con obras de asociaciones de arte popular femenino para artistas eslavos en Liubliana, Leópolis, Praga y otras capitales de Europa del Este. El estallido de la Primera Guerra Mundial detuvo sus planes y en su lugar comenzó a trabajar en su estudio, pintando retratos y trabajando en una autobiografía inédita Sjene, svjetlo i mrak (Sombras, luz y oscuridad, 1918-1919).
Su primer retrato por encargo fue el de la actriz Marija Ružička Strozzi en 1914. En 1917, Rojc participó en una exposición colectiva en la Galería Strossmayer de Antiguos Maestros, y al año siguiente realizó una exposición individual en Zagreb. En 1920 y 1921 participó en las exposiciones de la Lada Association, la primera organización de artistas fundada en Belgrado.

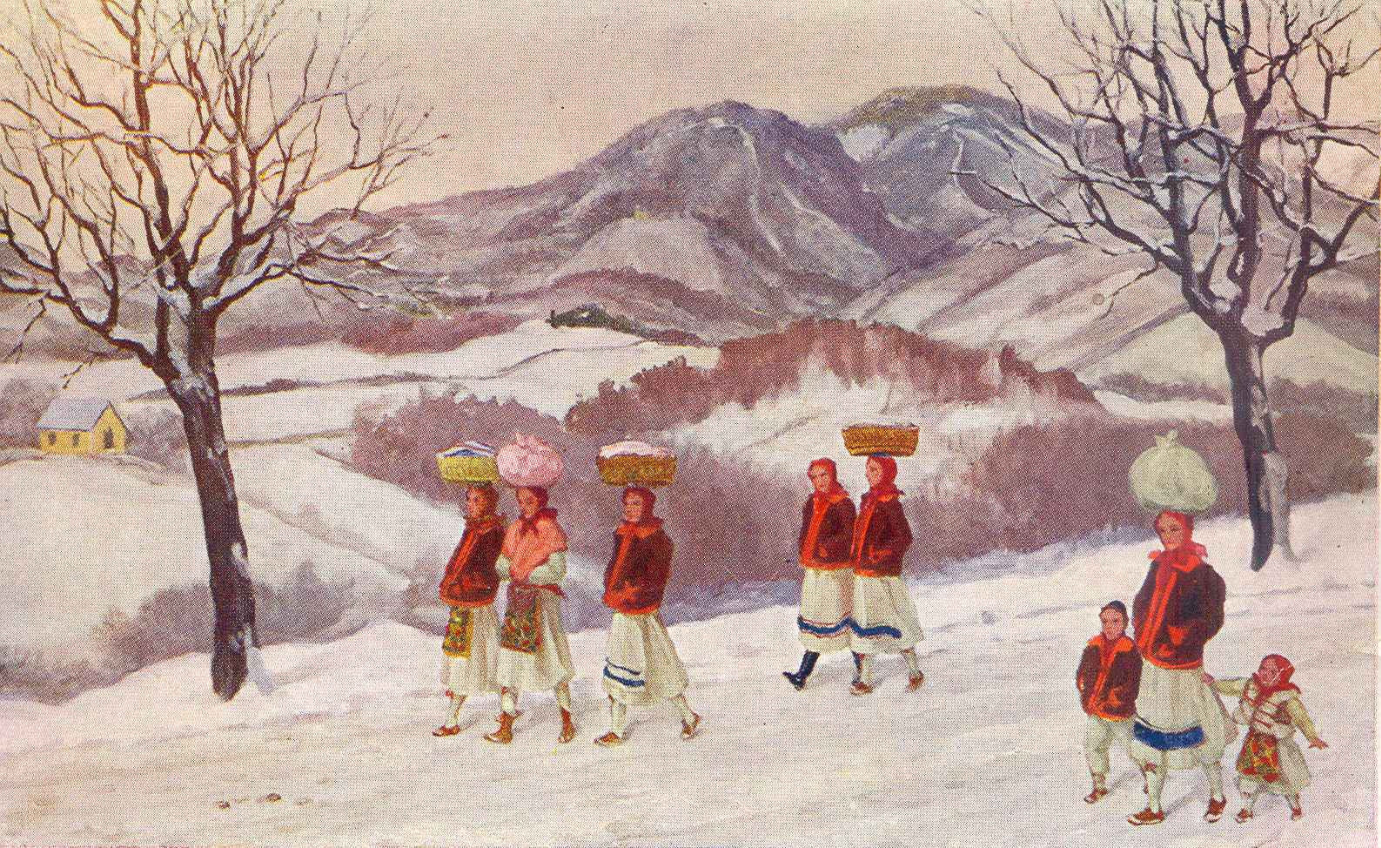
Na cesti (En el camino), pintura de Rojc

En ese momento, Rojc se centró en desnudos masculinos y femeninos, pintando obras como Kupač s leđa u vrtu Hietzing kraj Beča (Bañista de espaldas en el jardín de Hietzing, cerca de Viena, 1904-05), Molitelj i Ženski akt (Acto de oración de las mujeres, 1907), Klečeći ženski akt, (Acto de mujer arrodillada, 1908) y retratos de amigos, incluidos Tanne Hernes (1907), Zoe Borelli (1909). Pintó numerosos autorretratos y se interesó en retratar imágenes de la Nueva Mujer. Los autorretratos de Rojc rechazaban las ideas de la feminidad tradicional, centrándose en cambio en la androginia. Se caracterizaban por tener una profundidad psicológica inusual, dando al espectador una sensación de soledad, seriedad y vida interior secreta del sujeto que no estaba abierta a nadie más. Según los estudiosos Vladimir Bjeličić y Dragana Stojanović, el Autoportret s kistom (Autorretrato con pincel, 1910), es un desafío al estereotipo de "hombre-artista-genio", en el que Rojc se pintó deliberadamente en un interior oscuro para transmitir su aislamiento, mientras sostenía el pincel en su mano izquierda para confirmar su inconformismo. También se pintó a sí misma vestida con ropa de hombre, en piezas como Autoportret u lovačkom odijelu (Autorretrato con traje de caza, 1912) y Ja borac – Ja (Yo, el luchador, 1914). Sus primeros paisajes presentaban una mezcla de estilos de pintura neorromántica y simbolista, y eran sobre todo imágenes panorámicas de Croacia, como en Putnik (Viajero, 1911), Ljetna oluja (Tormenta de verano, 1913) y Obala kod Novog (Costa cerca de Novi, 1914). En este período también produjo pequeños grabados, generalmente centrados en el tema del dolor. Entre ellos se encontraba Žena svjetionik (La mujer del faro, 1907), Glazba, Agonija i Ex libris Nasta Rojc – Autoakt u raljama mačke (Música, agonía y ex libris de Nasta Rojc – Autoacciones en las fauces de un gato, 1908) y Zagrljaj smrti (El abrazo de la muerte, 1912).

### Relaciones en tiempos de guerra
Durante la Primera Guerra Mundial, un grupo de sufragistas británicas, lideradas por la doctora escocesa Elsie Inglis, llegó a la península de los Balcanes bajo los auspicios de los Hospitales de Mujeres Escocesas para el Servicio Exterior. Como a las mujeres no se les permitía servir como personal militar y estaban restringidas a especialidades en salud de mujeres y niños, Inglis organizó los Hospitales de Mujeres Escocesas para permitir que las mujeres sirvieran como conductoras de ambulancias, cocineras, médicas, enfermeras y paramédicas en el frente. Rechazada por la Oficina de Guerra, Inglis negoció con los gobiernos aliados y se le permitió establecer hospitales, inicialmente en Francia y en el Reino de Serbia. La primera unidad llegó a Serbia en diciembre de 1914 y en la primavera de 1915, Evelina Haverfield fue nombrada administradora de la unidad. A su vez, Haverfield trajo a su compañera Vera Holme para organizar los servicios de ambulancia y transporte, supervisando tanto los caballos como los vehículos motorizados. Holme había estado involucrada en el teatro antes de la guerra y fue chofer de Emmeline Pankhurst. Ella y Haverfield tenían una red de amigas lesbianas en el servicio de Hospitales de Mujeres de Escocia.

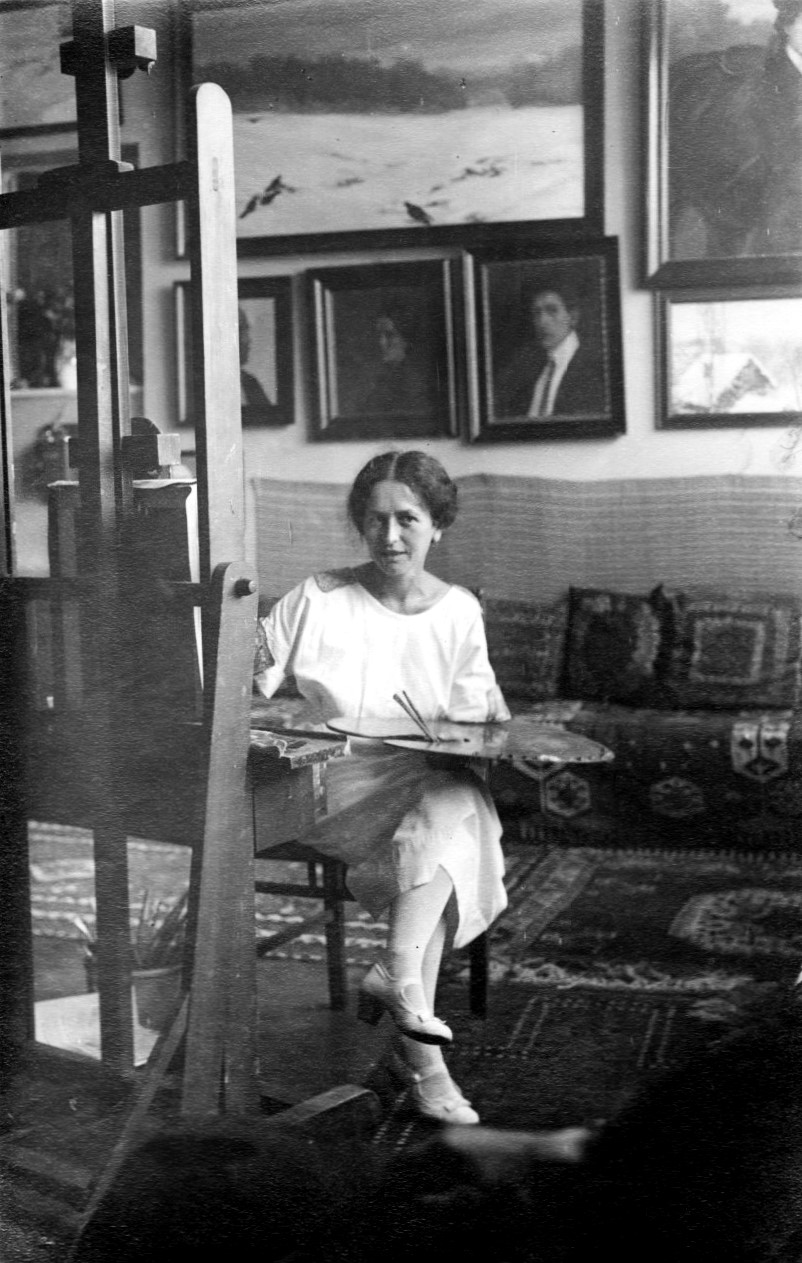
Rojc pintando en su estudio alrededor de 1925, foto de Onslow

Cuando no estaban trabajando, el personal organizaba cantos grupales, juegos de adivinanzas y representaciones teatrales. Cuando el ejército alemán invadió Serbia, el Hospital de Mujeres de Escocia tuvo que ser evacuado, pero en 1916 y 1917, otra unidad operó en Dobruja, Rumania, donde Alexandrina Onslow estuvo estacionada, después de servir en Bélgica y Francia. Al final de la guerra, Haverfield y Holme regresaron a Serbia y establecieron un orfanato en Bajina Bašta. Inglis había muerto en 1917 y Haverfield murió tres años después. Onslow se convirtió en presidenta del Fondo Haverfield para Niños Serbios y se unió a Holme en Bajina Bašta hasta 1922. Al igual que durante la guerra, en sus horas libres, las antiguas trabajadoras de los Hospitales de Mujeres de Escocia se reunían para veladas sociales y hacían excursiones en barco por el mar Mediterráneo. En una de esas excursiones en el mar Adriático, que probablemente ocurrió en 1919, Rojc y Onslow se conocieron. Comenzaron a vivir juntas como pareja en 1923. Rojc diseñó y construyó una casa en el número 6 del Rokov perivoj (Parque Rokov), que tenía más espacio de estudio que áreas de estar. Allí vivieron abiertamente como pareja, compartiendo la casa con el marido de Rojc hasta la muerte de este en 1939. La casa fue tanto su estudio de arte como salón literario, y dónde se reunían con otras artistas y escritoras, como Brlić-Mažuranić y Marija Jurić Zagorka.

### Reino Unido (1924-1926)

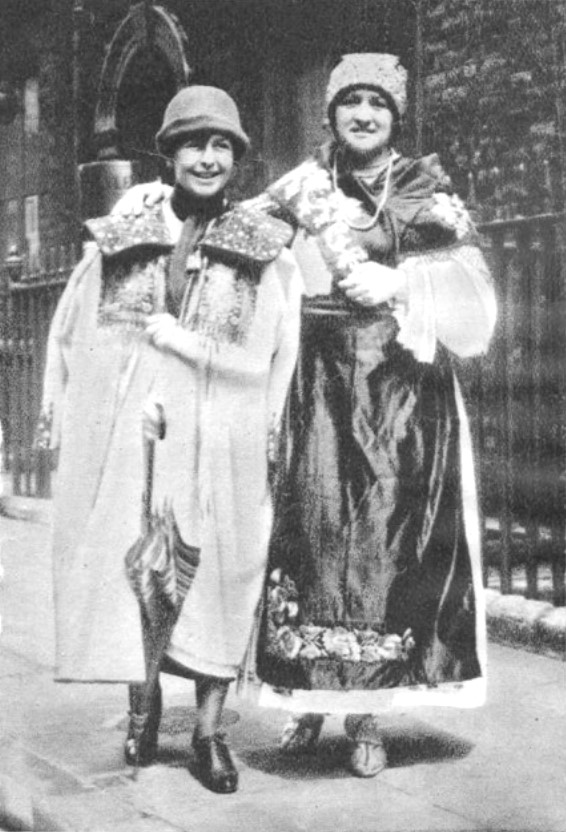
Rojc con la cantante de ópera Maja Strozzi en Londres, 1926

En 1924, Rojc y Onslow se mudaron a Inglaterra, donde Rojc pintó representaciones de las propiedades de los amigos de Onslow y paisajes de Escocia. Muchas de las obras de este período las pintó con estilo postimpresionista. Entre los paisajes se encuentran Duke of Wellington Park (1924), Loch Tay (1924) y London Park (1924-25). También pintó la primera imagen de un automóvil realizada por un pintor croata en Naš auto u Škotskoj (Nuestro coche en Escocia, 1924). En junio de 1926 expuso en la Galería de Arte Gieves. Una reseña en The Studio calificó sus paisajes de encomiables, particularmente aquellos con paisajes nevados, y los describió como poseedores de "una delicadeza en el ajuste del tono y una verdad en el efecto". Según el crítico, sus retratos y estudios de figuras eran más tentativos. El éxito de la exposición motivó una invitación para expusiera al año siguiente en el Women's International Art Club.

### Yugoslavia (1926-1940)
La pareja regresó a Zagreb a finales de 1926 y Rojc expuso los cuadros que habían tenido éxito en Londres en noviembre. La recepción fue contrario a cómo fue su éxito británico, con los críticos croatas ridiculizando su trabajo. Aceptó la invitación para exponer con el Women's International Art Club una vez que acordaron incluir obras de Lina Virant Crnčić y de Zdenka Pexidr-Srica, y participó en sus anuarios de Londres de 1927, 1928 y 1929. Inspiradas por el club de arte de Londres, Crnčić y Rojc invitaron a otras artistas a formar el Klub likovnih umjetnica (Club de Mujeres Artistas) en 1927. La primera asociación de mujeres artistas de Croacia se propuso fomentar exposiciones exclusivamente femeninas, promover el desarrollo de clubes similares en toda Yugoslavia y proporcionar educación pública sobre el arte. Los ingresos de las exposiciones se utilizaron para conferencias públicas.
Aprobado por el Ministerio del Interior yugoslavo en noviembre, el club organizó su primera exposición en 1928 en el Pabellón del Arte de Zagreb. Una vez más, los críticos croatas que publicaron reseñas en Narodne novine y otros medios escribieron críticas mordaces y misóginas no sólo sobre las exhibiciones, que calificaron de arte obsoleto y no serio, sino también sobre cómo se seleccionaron las obras y los participantes. Rojc escribió una respuesta que fue publicada en Ženské listy (Páginas de mujeres) en la que afirmaba que la exposición se había organizado mediante un proceso colaborativo y respetuoso, utilizando un método moderno en lugar de estructuras y reglas jerárquicas obsoletas. Expuso en cada uno de los once eventos organizados por el Club de Mujeres Artistas entre 1928 y 1940. Debido a su relación abiertamente lésbica, Rojc se negó a ejercer como presidenta del Club de Mujeres Artistas, por temor a que esto pudiera afectar la reputación del club o generar publicidad negativa. En su lugar, ejerció de secretaria de la organización.
Onslow, cuya familia pertenecía a la nobleza británica, utilizó su influencia con los nobles, incluida María de Rumanía, para conseguir patrocinadores para el club, organizar redes internacionales y asegurar obras encargadas para Rojc, una de las cuales era un retrato del rey Alejandro I. Rojc también participó en la Pequeña Entente de Mujeres y ayudó a organizar una exposición en Zagreb en 1938 para mostrar las obras de artistas mujeres de Europa del Este. Simultáneamente al evento, junto a la exposición principal en el Pabellón de Arte, se instaló una retrospectiva de artistas croatas que pintaron entre 1800 y 1914. Rojc era la más joven de los pintores croatas, entre quienes se encontraban Marija Strümer Bedeković y Slava Raškaj. Ese año, el Club de Mujeres Artistas también albergó una exposición individual de Rojc y otra de la pintora austríaca Trude Waehner.
A finales de la década de 1920, la obra de Rojc se centró en la expresión nacionalista, con paisajes que representaban vistas y pueblos románticos. También comenzó a pintar naturalezas muertas y retratos de animales. Basándose en las tradiciones dadista y de la Nueva Objetividad, su obra de 1928 Naše doba (Nuestra Era) fue un retrato social de clase, género, ideología y raza. Ese año también realizó una escultura de bronce, Seljak i Seljanka (Hombre y mujer campesinos, 1928) y una talla de madera, Vjetar (Viento, 1928). Representativos de su obra en este período son Zima s gavranima (Invierno con cuervos, 1926), Moje ruže (Mis rosas, 1934), Zima u Jurjevskoj (Invierno del Sur, ca. 1935), Otok Prvić (Isla Prvić, ca. 1935), Konj u staji (Caballo en el establo, ca. 1936) y Morski pejzaž (Paisaje marino, 1938).

### Segunda Guerra Mundial y posguerra (1940–1964)
Cuando estalló la Segunda Guerra Mundial, Rojc y Onslow se unieron al movimiento de resistencia. Fueron denunciadas ante la Ustacha, arrestadas y enviadas a prisión en 1943. Aunque temía que las fusilaran, Rojc reprendió a sus guardias llamándoles "cobardes". Ambas estaban enfermar y fueron enviadas al hospital de la prisión. Al no poder encontrar pruebas contra ellas, la pareja fue puesta en libertad al cabo de unos meses, pero no pudo regresar a su casa hasta 1945, cuando les fueron devueltas algunas de sus propiedades. Continuaron apoyando la resistencia y oponiéndose a la expansión del fascismo.
En sus últimos años de vida, a Rojc le gustaba la jardinería, y en particular cuidaba un gran jardín de rosas. Continuó produciendo obras de arte, como el bronce Šestinčani (Sestinians, 1940) y pinturas, Vješanje u Dubravi (Ahorcado en Dubrava, ca. 1945), Portret Nadice (Retrato de Nadica, 1948), y U jeseni (En otoño de 1949). También escribió una segunda autobiografía, que completó sobre 1949. Onslow murió en su casa el 2 de febrero de 1950. Elene Puškarsky fue la cuidadora de Rojc en sus últimos años, que estuvo marcada por la pobreza.
Rojc murió el día de su cumpleaños en 1964 y fue enterrada junto a Onslow en una tumba conjunta en el cementerio de Mirogoj.

## Legado
Cinco años después de su muerte, se presentó una muestra retrospectiva de su obra en Bjelovar. A pesar de su prominencia y dedicación a las obras cívicas, la historiadora Leonida Kovač afirmó que Rojc fue olvidada y "borrada de la historia del arte moderno en Croacia".
Tras su muerte, la obra de Rojc fue preservada por Puškarsky y luego protegida por el coleccionista Josip Kovacic. Junto con su casa y sus muebles, sus manuscritos fueron adquiridos por la familia del artista Davor Preis, quien empezó a utilizar su estudio y vivir en la casa, cuidando de Puškarsky hasta su muerte.
Casi inmediatamente después de la desintegración de Yugoslavia, los escritos de Rojc y los de otras lesbianas croatas comenzaron a ser discutidos por los académicos, aunque sus autobiografías no fueron publicadas. En 2019, se estaban elaborando planes para publicar la primera autobiografía de Rojc con el Instituto de Lexicografía Miroslav Krleža, cuando Ana Šeparović completó la edición.
Sus álbumes fotográficos se han conservado pero no están disponibles para el público. Sus fotografías documentan a mujeres activas en el movimiento sufragista en los Balcanes, Rumania y Serbia desde finales de la Belle Époque hasta el período de entreguerras. También proporcionan una visión de otras actividades políticas de las mujeres y de la historia lésbica en Gran Bretaña y Yugoslavia en esa época.
Su correspondencia con Vera Holme, que se desarrolló a lo largo de décadas, ha proporcionado una prueba tangible de la historia queer en la región y ha ofrecido a los académicos pistas sobre la terminología histórica y los códigos utilizados por las lesbianas en sus relaciones. Las académicas Catherine Baker y Olga Dimitrijević afirmaron que analizar las cartas también tiene el potencial de cambiar lo que se sabe sobre las lesbianas británicas en ese período.
Las pinturas de Rojc, Autoportreta s lovačkom puškom (Autorretrato con rifle de caza) y Autoportreta s konjem (Autorretrato con caballo) pasaron a ser propiedad de la Galería Moderna de Zagreb. Otras obras se conservan en el Museo Municipal de Bjelovar, en la Colección Josip Kovačić propiedad de la Ciudad de Zagreb, y en el Teatro nacional de  Croacia de Zagreb, así como en la Colección privada Kovačić-Mihočinec, entre otros. A mediados de los años 1990, Đurđa Petravić Klaić organizó una retrospectiva de su obra y otra en el Pabellón de Arte en 2004. Kovač publicó Anonimalia: normativni diskurzi i samoreprezentacija umjetnica (Anonymalia: discursos normativos y autorrepresentación de artistas del siglo XX ) en 2010, confirmando a Rojc como miembro del Círculo de Múnich, devolviéndole su lugar como una relevante pintora croata y evaluó los elementos vanguardistas de sus obras.
En 2006 se emitió un sello postal diseñado por Danijel Popović, con la imagen de Rojc. En 2014, en el quincuagésimo aniversario de su muerte, su obra se presentó en el Pabellón de Arte y giró por el Museo de la Ciudad de Varaždin y en la Galería de Arte de Dubrovnik. El Jubileo de Oro incluyó más de cien obras pintadas entre 1902 y 1949. Muchas de las pinturas, predominantemente al óleo, que fueron expuesta en la muestra habían dadas por perdidas hasta que las reunió la curadora Jasminke Poklečki Stošić del Pabellón de Arte. Stošić trabajó durante dos años para localizar piezas en colecciones privadas en Croacia y en el extranjero, muchas de las cuales nunca habían sido expuestas.
Una colección más pequeña de cincuenta y tres pinturas se exhibió entre marzo y abril de 2017 en el Palacio Porcia de Viena en honor a las festividades del Año de la Cultura y el Arte Croatas en Austria. En 2019, el Museo de Arte Contemporáneo de Zagreb le dedicó una exposición de un mes de duración, Nasta Rojc: Yo, la luchadora, que incluía un collage biográfico con texto creado por Kovač y arte de Ana Mušćet. Kovač, un historiador de arte, estudió la autobiografía inédita del final de la Primera Guerra Mundial y las cartas escritas por Rojc, que se encuentran en colecciones privadas, y luego invitó al estudiante de posgrado Mušćet a ilustrar el texto.
En 2020, en la primera exposición exclusivamente femenina celebrada en Croacia desde la independencia del país, se presentaron sus obras junto con las de otros pintores croatas, en una muestra de dos meses de duración en el Pabellón de Arte.
La obra artística de Rojc es reconocida hoy en día por su enfoque modernista temprano. No contenta con simplemente replicar lo que veía, produjo obras que cuestionaban y redefinían activamente las normas socioculturales. Es ampliamente reconocida como una de las pintoras croatas más importantes de principios del siglo XX.